# Kepler-223
Kepler-223 (KOI-730, KIC #10227020) è una stella nana gialla distante circa 6390 anni luce dal sistema solare, visibile come un oggetto di magnitudine 15 nella costellazione della Cigno. Nel 2014, nell'ambito della missione Kepler, è stata confermata la scoperta di quattro pianeti extrasolari orbitanti attorno alla stella.

## Caratteristiche
Kepler-223 è una stella simile al Sole, di tipo spettrale G e con massa paragonabile a quella della nostra stella, solo leggermente maggiore, così come la temperatura superficiale. La presenza di elementi più pesanti dell'elio, ossia la metallicità, è invece notevolmente minore, in quanto è circa il 60% di quella del Sole.
Osservazioni più recenti rispetto a quelle del periodo durante il quale sono stati scoperti i pianeti hanno rivisto il diametro della stella, relativamente più grande del Sole (1,71 M⊙), probabilmente a causa dell'età, che nello stesso studio è stata stimata essere di circa 6,8+1,8
−1,7 miliardi di anni, maggiore di quella del Sole.

## Sistema planetario
I pianeti scoperti appartengono alla categoria dei giganti gassosi senza superficie solida, di dimensioni simili a Nettuno, ma con una densità ancor più bassa; i due più esterni in particolare possono essere definiti dei superpuffy, pianeti il cui inviluppo atmosferico si è gonfiato a dismisura a causa del calore che gli arriva dalla stella.
La peculiarità di questi pianeti è che sono tutti in risonanza orbitale tra loro, da diversi miliardi di anni. Il rapporto delle risonanze, a partire dal pianeta più esterno, è 3:4:6:8, quindi per ogni 3 orbite del quarto pianeta il terzo in ordine di distanza ne compie 4, il secondo 6 e quello più vicino alla stella 8.
Data la relativa vicinanza alla stella madre, i pianeti hanno temperature piuttosto elevate, che vanno dai 746 ai 937 K, mentre i loro raggi all'epoca della scoperta erano stati stimati essere compresi tra 1,7 e 3 raggi terrestri, valori rivisti da uno studio di Mills et al. del 2016.

### Prospetto sul sistema
| Pianeta | Massa           | Raggio  | Densità    | Periodo orb.   | Sem. maggiore | Eccentricità | Scoperta |
| ------- | --------------- | ------- | ---------- | -------------- | ------------- | ------------ | -------- |
| b       | 7,4+1,3 −1,1 M⊕ | 2,99 r⊕ | 1,54 g/cm³ | 7,3845 giorni  | 0,073 UA      | 0,078        | 2014     |
| c       | 5,1+1,7 −1,1 M⊕ | 3,44 r⊕ | 0,71 g/cm³ | 9,8456 giorni  | 0,088 UA      | 0,150        | 2014     |
| d       | 8+1,5 −1,3 M⊕   | 5,24 r⊕ | 0,21 g/cm³ | 14,7887 giorni | 0,116 UA      | 0,037        | 2014     |
| e       | 4,8+1,4 −1,2 M⊕ | 4,6 r⊕  | 0,28 g/cm³ | 19,726 giorni  | 0,14 UA       | 0,051        | 2014     |